# WeChat
WeChat (tiếng Trung: 微信; bính âm: Wēixìnⓘ; Hán Việt: Vi tín) là một ứng dụng đa mục đích: gửi tin nhắn, phương tiện truyền thông xã hội và thanh toán di động Trung Quốc được Tencent phát triển. Nó được phát hành lần đầu tiên vào năm 2011 và trở thành một trong những ứng dụng di động độc lập lớn nhất thế giới vào năm 2018, với hơn 1 tỷ người dùng hoạt động hàng tháng. WeChat đã được mô tả là "ứng dụng cho mọi thứ" của Trung Quốc và là "siêu ứng dụng" vì có nhiều chức năng. Do tính phổ biến của nó, hoạt động của người dùng trên WeChat được sử dụng để giám sát hàng loạt tại Trung Quốc. WeChat cũng kiểm duyệt các chủ đề nhạy cảm về chính trị ở Trung Quốc.

## Lịch sử
WeChat bắt đầu như một dự án tại trung tâm nghiên cứu và dự án Tencent Quảng Châu vào tháng 10 năm 2010  Phiên bản gốc của ứng dụng được Allen Zhang viết và được Mã Hoá Đằng, CEO của Tencent đặt tên là "Weixin" (Vi Tín) và ra mắt vào năm 2011. Chính phủ đã tích cực hỗ trợ phát triển thị trường thương mại điện tử tại Trung Quốc, ví dụ như trong kế hoạch 5 năm lần thứ 12 (2011 2015).
Đến năm 2012, khi số lượng người dùng đạt 100 triệu, Weixin đã được đổi tên thành "WeChat" cho thị trường quốc tế.
WeChat đã có hơn 889 triệu người dùng hoạt động hàng tháng trong năm 2016. Kể từ năm 2019, người dùng hoạt động hàng tháng của WeChat đã tăng lên ước tính một tỷ. Sau khi ra mắt thanh toán WeChat vào năm 2013, người dùng của nó đã đạt 400 triệu vào năm sau, 90 phần trăm trong số họ ở Trung Quốc. Để so sánh, Facebook Messenger và WhatsApp (hai dịch vụ nhắn tin quốc tế cạnh tranh nổi tiếng khác ở phương Tây) có khoảng một tỷ người dùng hoạt động hàng tháng trong năm 2016 nhưng không cung cấp hầu hết các dịch vụ khác có sẵn trên WeChat. Chẳng hạn, trong quý 2 năm 2017, doanh thu từ quảng cáo trên mạng xã hội của WeChat là khoảng 0,9 tỷ USD (6 tỷ RMB) so với tổng doanh thu của Facebook là 9,3 tỷ USD, 98% trong số đó là từ quảng cáo trên mạng xã hội. Doanh thu của WeChat từ các dịch vụ giá trị gia tăng là 5,5 tỷ USD.
Theo SameWeb, WeChat là ứng dụng nhắn tin phổ biến nhất ở Trung Quốc và Bhutan năm 2016.